# عمود نانوي
تتسم أعمدة النانو (بالإنجليزية: Nanopillar)‏ بأنها ما وراء المادة (بالإنجليزية: metamaterial)‏، والتي تُعَرَفُ بأنها موادٌ صناعيةٌ صُمِمَت لتوفير وإتاحة خصائصٍ ليست بملموسة في وقتنا الحاضر بعد في الطبيعة. حيث غالباً ما تكتسب مثل تلك المواد خصائصها الخاصة من خلال بنيتها وليس تركيبها.

## وصلات خارجية
- الأعمدة النانوية تعكس الأداء البصري (nanotechweb.org, November 28, 2005)
- الأعمدة النانوية تدمج افتراضات الأداء البصري معاً (EE Times, December 5, 2005)